# Celeste Holm
Celeste Holm (Nueva York, 29 de abril de 1917 - ibíd., 15 de julio de 2012) fue una actriz estadounidense de teatro, cine y televisión. Es recordada sobre todo por sus interpretaciones en La barrera invisible (1947), que le valió el Premio Óscar de su carrera, y en Eva al desnudo (1950).

## Biografía
Nació y se crio en Nueva York. Era hija única de una pintora y un corredor de seguros de origen noruego. Holm estudió interpretación en la Universidad de Chicago y tras un breve matrimonio, del que nació su primer hijo, decidió convertirse en actriz de teatro.

## Carrera
Su primer papel como profesional fue en una producción de Hamlet protagonizada por Leslie Howard. Posteriormente asumiría papeles de importancia en obras que se representaron en teatros de Broadway, como El tiempo de tu vida, en la que compartió escenarios con un entonces primerizo Gene Kelly, Anna Christie (1952) de Eugene O'Neill y sobre todo Oklahoma! (1943), producción que le reportó los mayores reconocimientos por parte de la crítica y el público.
Aparte de su trabajo sobre los escenarios, Celeste Holm intervino en un par de películas poco reseñables antes de que la 20th Century Fox la contratara para intervenir en Gentleman's Agreement, en un papel que le valdría su primer y único Óscar, a la mejor actriz de reparto, así como el Globo de Oro. 
Poco después encarnaba uno de sus papeles más recordados, el de Karen, la fiel amiga de Bette Davis en Eva al desnudo, por el que de nuevo fue nominada a mejor actriz de reparto por la Academia. A pesar del éxito cosechado, Holm prefirió seguir trabajando en el teatro, oficio que compaginó con escasos papeles en varios filmes durante las siguientes décadas (entre los que cabe reseñar el musical Alta sociedad (1956), que coprotagonizó con Frank Sinatra) y con apariciones en series de televisión.
En 1967, aparece como actriz invitada en el episodio Concrete Evidence de la serie El Fugitivo, con David Janssen, en el papel de Pearl, contratista de una constructura de la cual es dueño su esposo Pat (Jack Warden) y que rechaza al fugitivo, pero su esposo le indica que lo contrate.
Ya en los '80, también apareció en los últimos episodios de la cuarta temporada y en los primeros de la quinta en el papel de Anna Rossinni en la tele-serie Falcon Crest. 
A lo largo de su carrera, Celeste Holm recibió numerosos reconocimientos a su labor en el mundo del espectáculo y fue portavoz de UNICEF.

## Vida privada

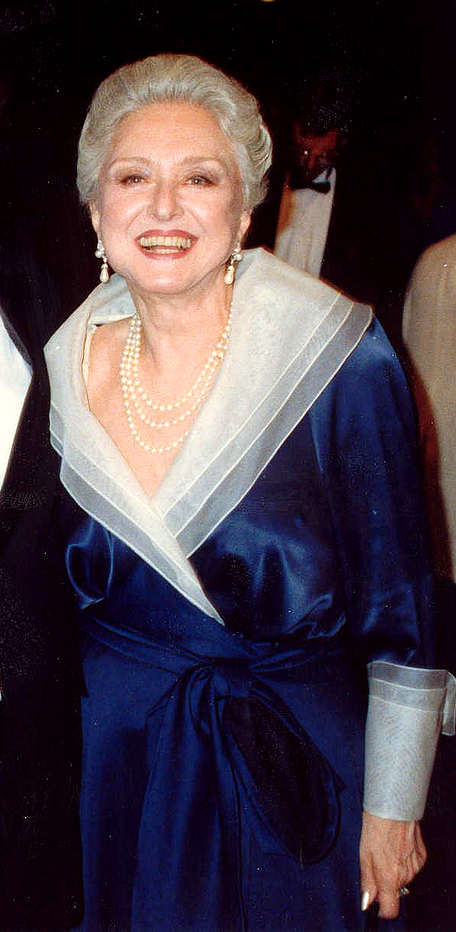
Celeste Holm en los premios Óscar de 1988.

Holm se casó en primeras nupcias en 1938 con Ralph Nelson, matrimonio del que nació Ted Nelson, pionero de Internet.
Posteriormente estuvo casada con Francis E. Davies, del que se divorció al cabo de poco, y más tarde con A. Schuyler Dunning, empresario del mundo de la aeronáutica, con quien tuvo su segundo hijo, Daniel. En 1966 se casó con el también actor Wesley Addy, con quien compartió matrimonio hasta la muerte de él, en 1996.
El 29 de abril de 2004, con 87 años, se casó con el cantante de ópera Frank Basile.
Falleció en la ciudad de Nueva York el 15 de julio de 2012, a la edad de 95 años.

## Filmografía
- Three Little Girls in Blue (1946)
- Carnival in Costa Rica (1947)
- Gentleman's Agreement (1947)
- Road House, de Jean Negulesco (1948)
- The Snake Pit, de Anatole Litvak (Nido de víboras, 1948)
- Chicken Every Sunday (1949)
- A Letter to Three Wives, de Joseph L. Mankiewicz (1949) (voz como "Addie Ross", no acreditada)
- Come to the Stable (1949)
- Everybody Does It (1949)
- Champagne for Caesar (1950)
- Eva al desnudo (1950)
- The Tender Trap (1955)
- Alta sociedad (1956)
- Bachelor Flat (1962)
- Doctor, You've Got to Be Kidding! (1967)
- Tom Sawyer (1973)
- Bittersweet Love (1976)
- The Private Files of J. Edgar Hoover, de Larry Cohen (1977)
- The Shady Hill Kidnapping (1982) (teleserie de John Cheever)
- Tres hombres y un bebé (1987)
- Still Breathing (1997)
- Broadway: The Golden Age, by the Legends Who Were There (2003) (documental)
- Alchemy (2005)
- Driving Me Crazy (2009)
- My Guaranteed Student Loan (2010)

### Televisión
- Polly (1989)
- Polly: Comin' Home! (1990)
- Promised Land (1996-1999)

### Teatro
- I Hate Hamlet (1991)
- The Utter Glory of Morrissey Hall (1979)
- Habeas Corpus (1975)
- Candida (1970)
- Mame (1966)
- Invitation to a March (1960)
- Third Best Sport (1958)
- Interlock (1958)
- His and Hers (1954)
- Anna Christie (1952)
- The King and I(1951)
- Affairs of State (1950)
- Bloomer Girl (1944)
- Oklahoma! (1943)
- The Damask Cheek (1942 )
- All the Comforts of Home (1942)
- Papa Is All (1942)
- My Fair Ladies (1941)
- Eight O'Clock Tuesday (1941)
- The Time of Your Life ( 1940)
- The Return of the Vagabond (1940)
- Another Sun (1940)
- The Time of Your Life (1939)
- Gloriana (1938)

## Premios y distinciones
Premios Óscar
| Año  | Categoría               | Película             | Resultado |
| ---- | ----------------------- | -------------------- | --------- |
| 1948 | Mejor actriz de reparto | La barrera invisible | Ganadora  |
| 1950 | Mejor actriz de reparto | Hablan las campanas  | Nominada  |
| 1951 | Mejor actriz de reparto | Eva al desnudo       | Nominada  |